# Лейк-Норден (Південна Дакота)
Лейк-Норден (англ. Lake Norden) — місто (англ. city) в США, в окрузі Гемлін штату Південна Дакота. Населення — 554 особи (2020).

## Географія
Лейк-Норден розташований за координатами 44°34′48″ пн. ш. 97°12′36″ зх. д. / 44.58000° пн. ш. 97.21000° зх. д. (44.580052, -97.209943).  За даними Бюро перепису населення США в 2010 році місто мало площу 2,27 км², з яких 2,15 км² — суходіл та 0,12 км² — водойми.

## Демографія
Згідно з переписом 2010 року, у місті мешкало 467 осіб у 175 домогосподарствах у складі 106 родин. Густота населення становила 205 осіб/км².  Було 198 помешкань (87/км²).
Расовий склад населення:
| - 93,1 % — білих - 0,4 % — корінних американців - 5,6 % — осіб інших рас |

До двох чи більше рас належало 0,9 %. Частка іспаномовних становила 7,3 % від усіх жителів.
За віковим діапазоном населення розподілялося таким чином: 21,8 % — особи молодші 18 років, 48,9 % — особи у віці 18—64 років, 29,3 % — особи у віці 65 років та старші. Медіана віку мешканця становила 46,4 року. На 100 осіб жіночої статі у місті припадало 85,3 чоловіків;  на 100 жінок у віці від 18 років та старших — 87,2 чоловіків також старших 18 років.
Середній дохід на одне домашнє господарство  становив 70 728 доларів США (медіана — 49 028), а середній дохід на одну сім'ю — 81 874 долари (медіана — 51 667). Медіана доходів становила 40 781 долар для чоловіків та 29 167 доларів для жінок. За межею бідності перебувало 9,2 % осіб, у тому числі 6,3 % дітей у віці до 18 років та 8,0 % осіб у віці 65 років та старших.
Цивільне працевлаштоване населення становило 235 осіб. Основні галузі зайнятості: виробництво — 35,7 %, освіта, охорона здоров'я та соціальна допомога — 15,7 %, роздрібна торгівля — 12,8 %, будівництво — 12,8 %.